# Ptychobarbus dipogon
Ptychobarbus dipogon är en fiskart som först beskrevs av Regan, 1905.  Ptychobarbus dipogon ingår i släktet Ptychobarbus och familjen karpfiskar. IUCN kategoriserar arten globalt som livskraftig. Inga underarter finns listade i Catalogue of Life.